# Козлова Олена Дмитрівна
Олена Дмитрівна Козлова (нар. 19 квітня 1973, Берестя, Білорусь) — білоруська футболістка, півзахисниця.

## Життєпис
Першим клубом стала берестейська «Жемчужина».
У чемпіонатах Росії з футболу в 2002-2003 і 2005 роках грала за ногінську «Надію».
У 2004 виступала за «ЦСК ВВС».

## Досягнення
«Надія» (Ногінськ)
- Чемпіонат Росії
  -  Бронзовий призер (1): 2005

- Міжнародний турнір «Дружба-2003»
  -  Володар (1): 2003